# Gótico valenciano

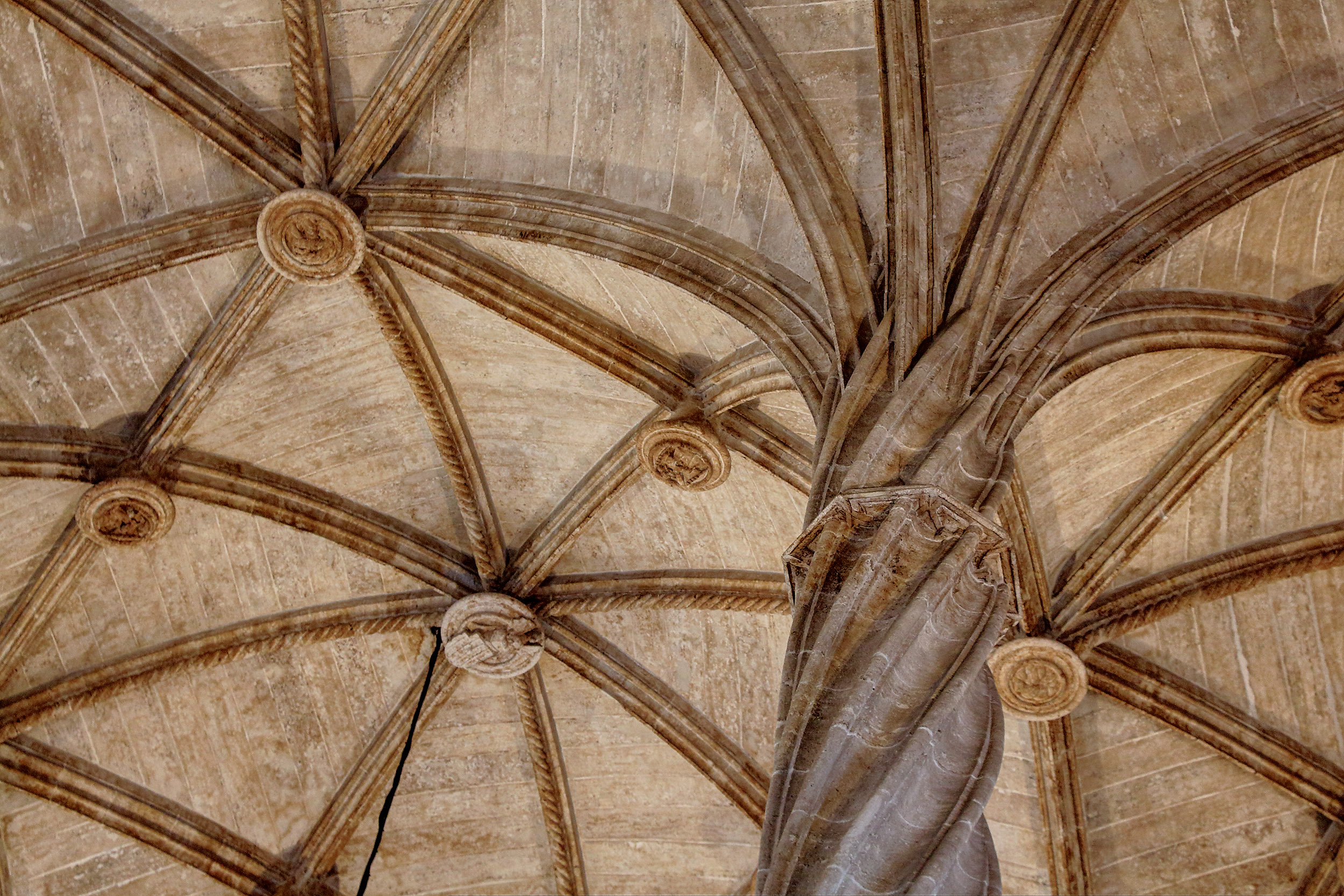
Detalle de columna y bóveda de la Lonja de Valencia.

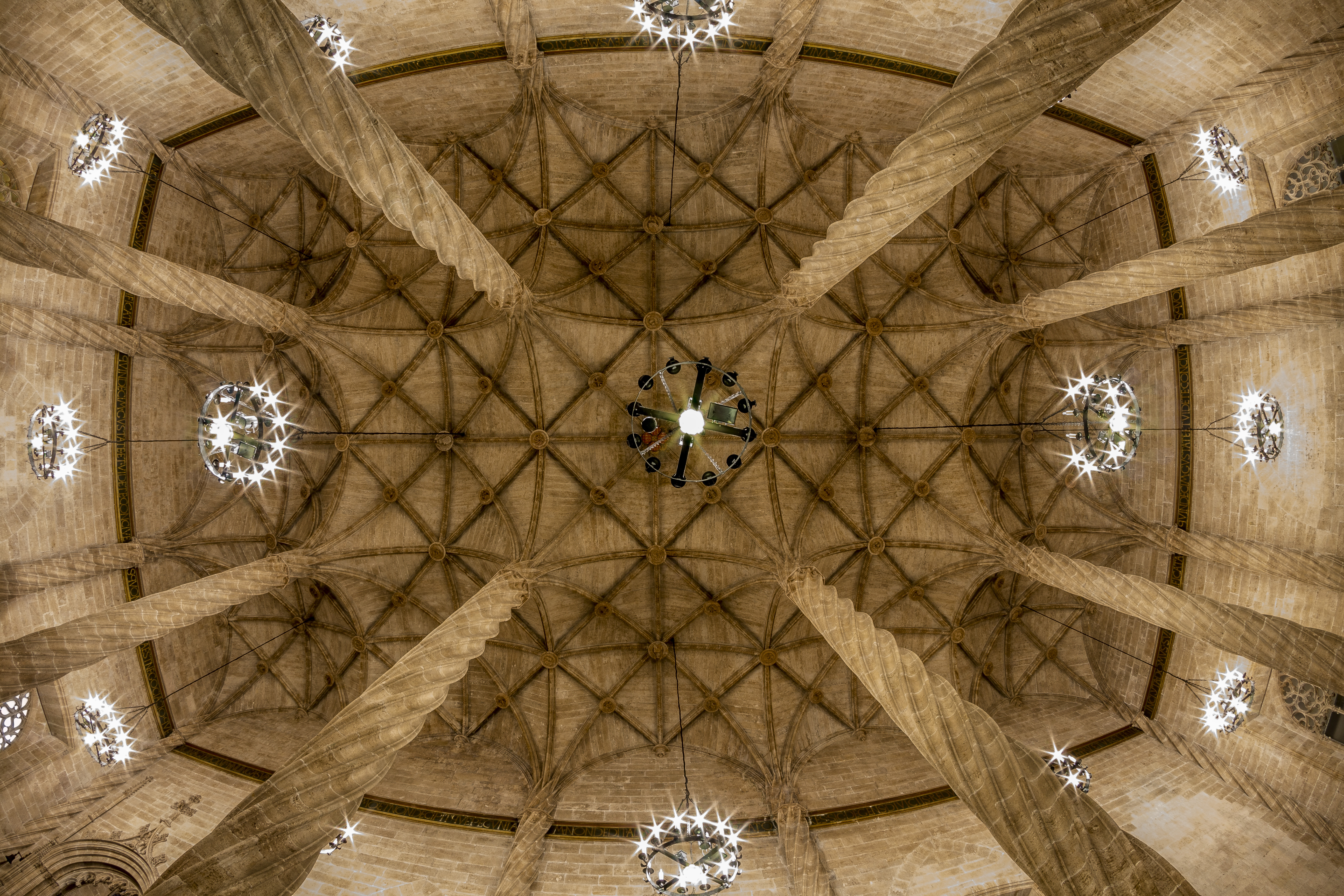
Vista de ojo de pez del techo del Salón Columnario de la Lonja de Valencia.

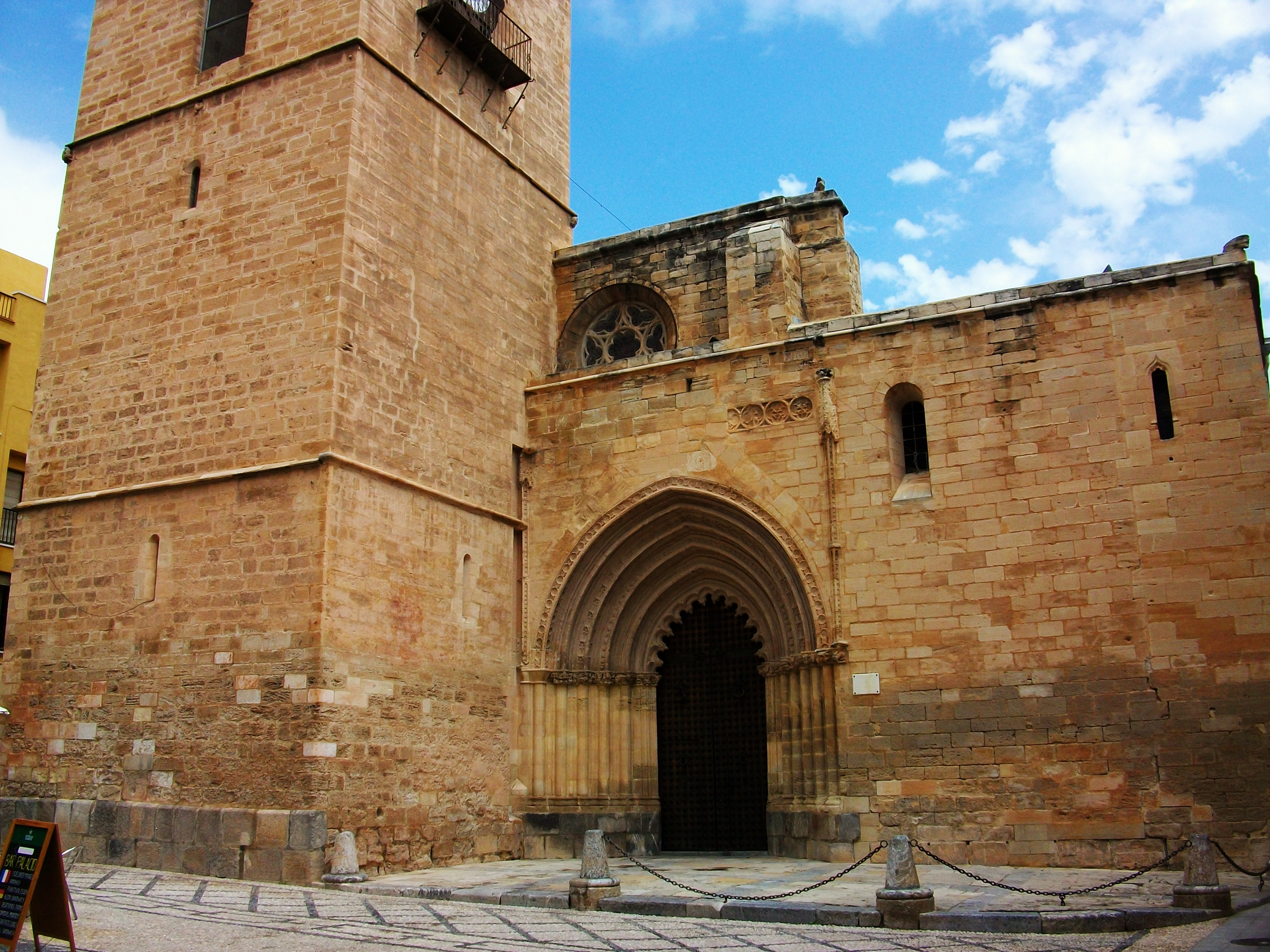
Catedral de Orihuela.

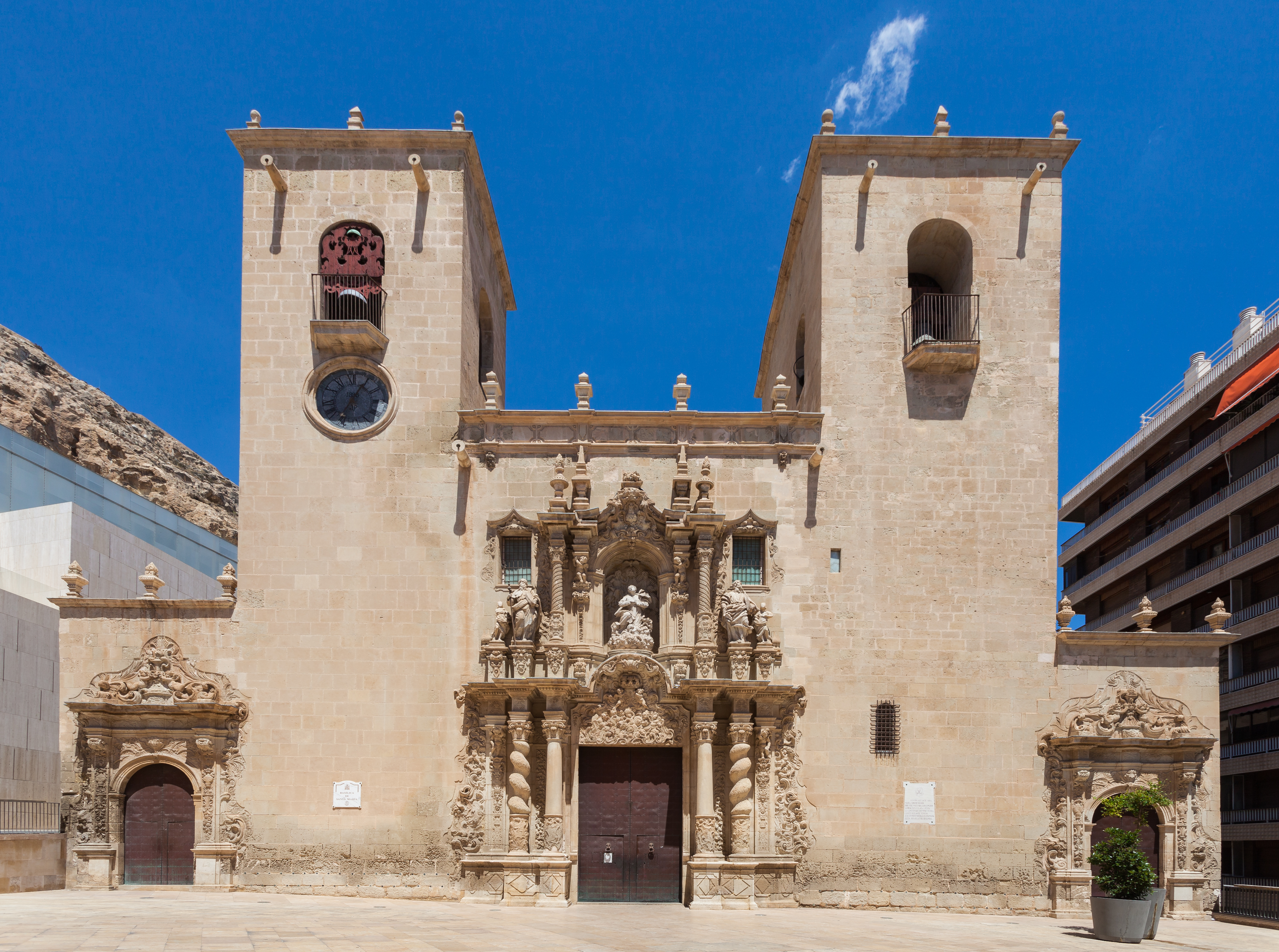
Basílica de Santa María, en Alicante.

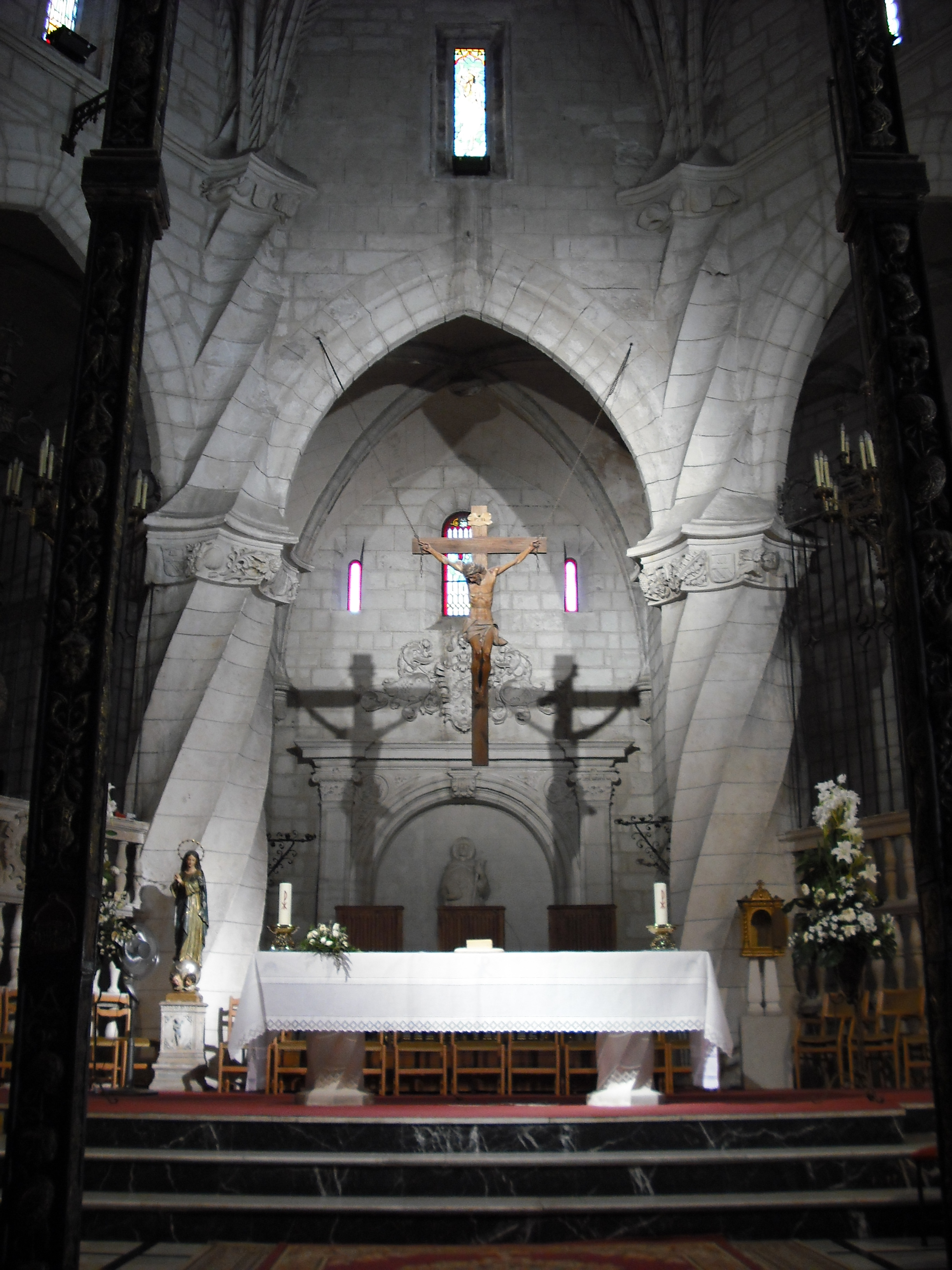
Altar mayor de la Iglesia Arciprestal de Santiago, en Villena.

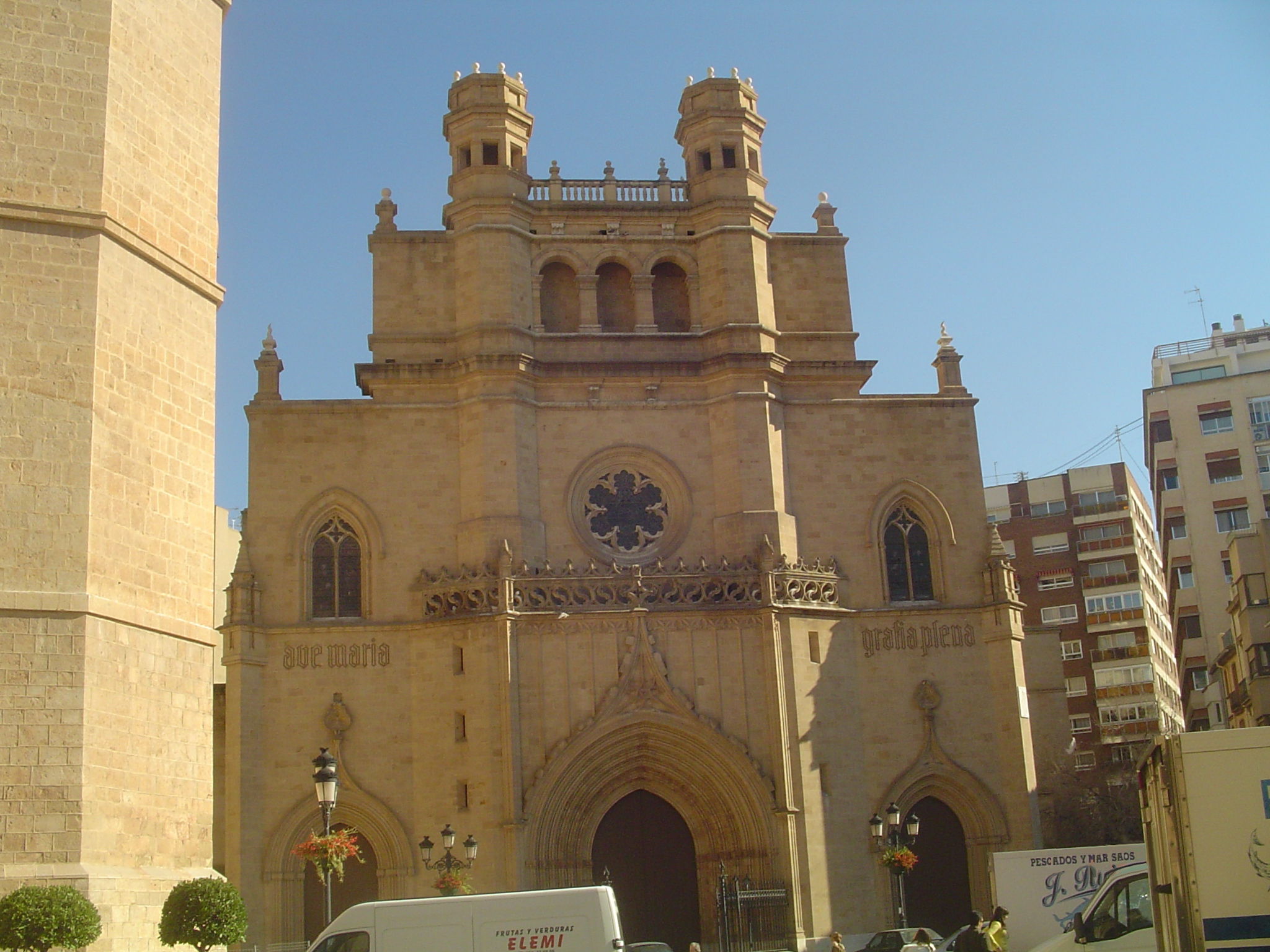
Concatedral de Santa María, en Castellón de la Plana.

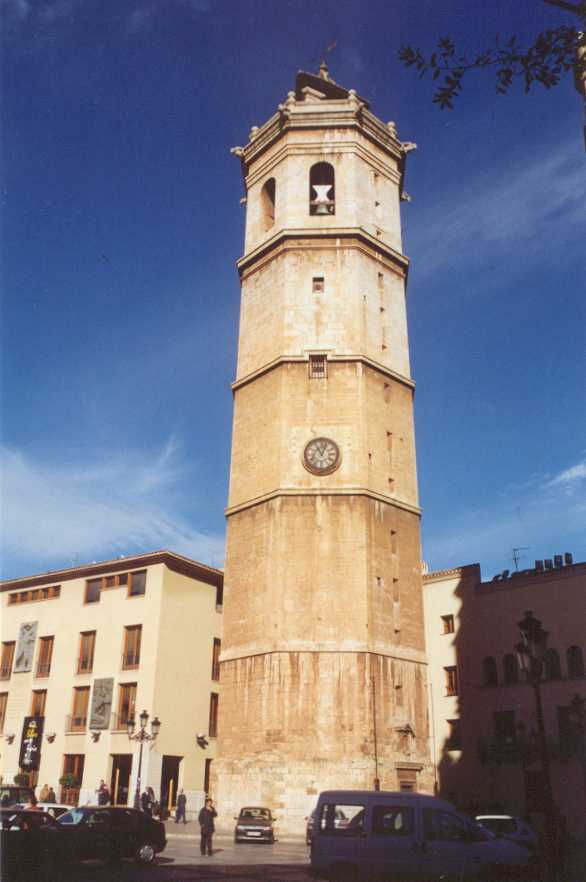
El Fadrí, en Castellón de la Plana.

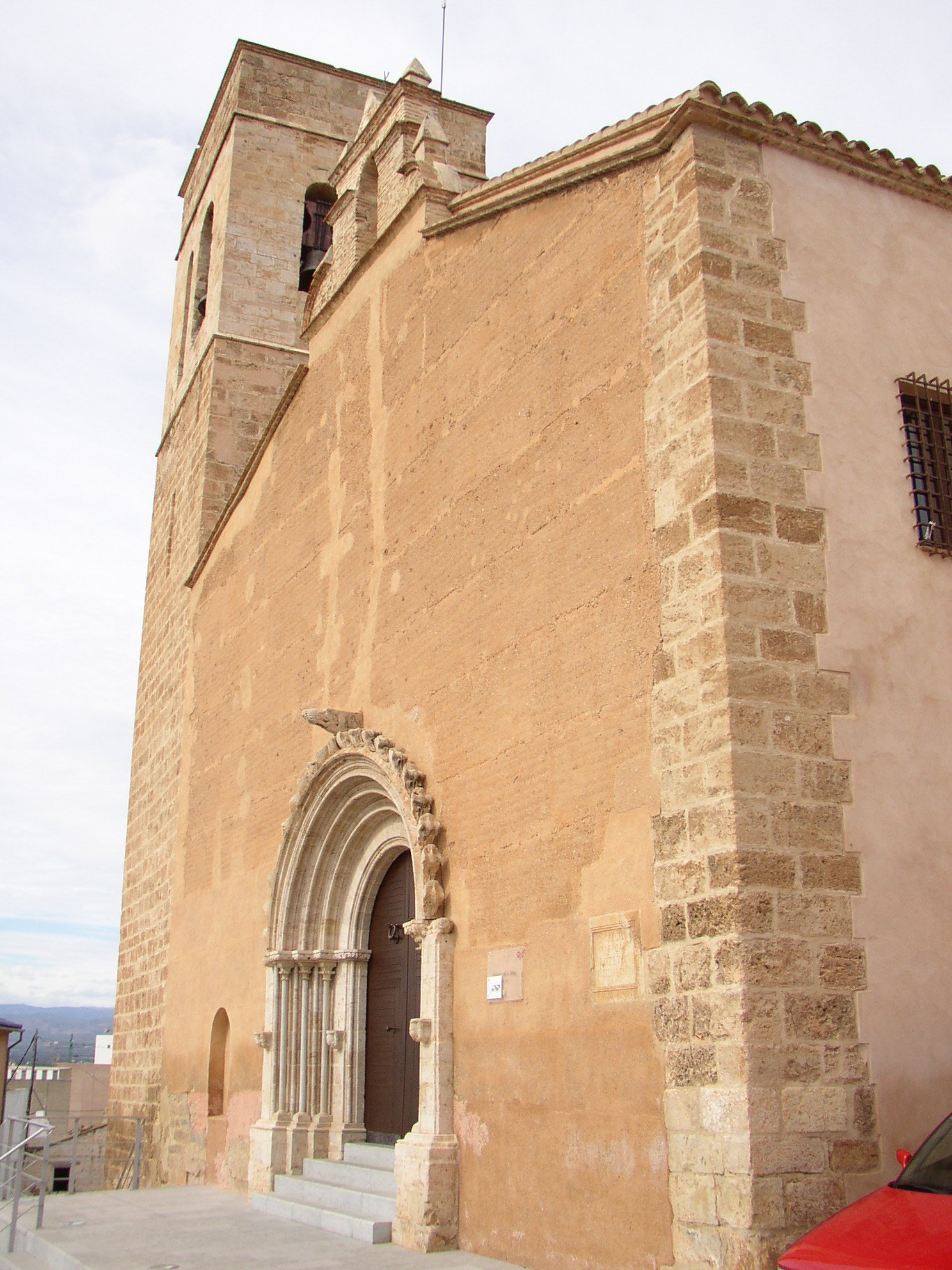
Iglesia de la Sangre, Liria

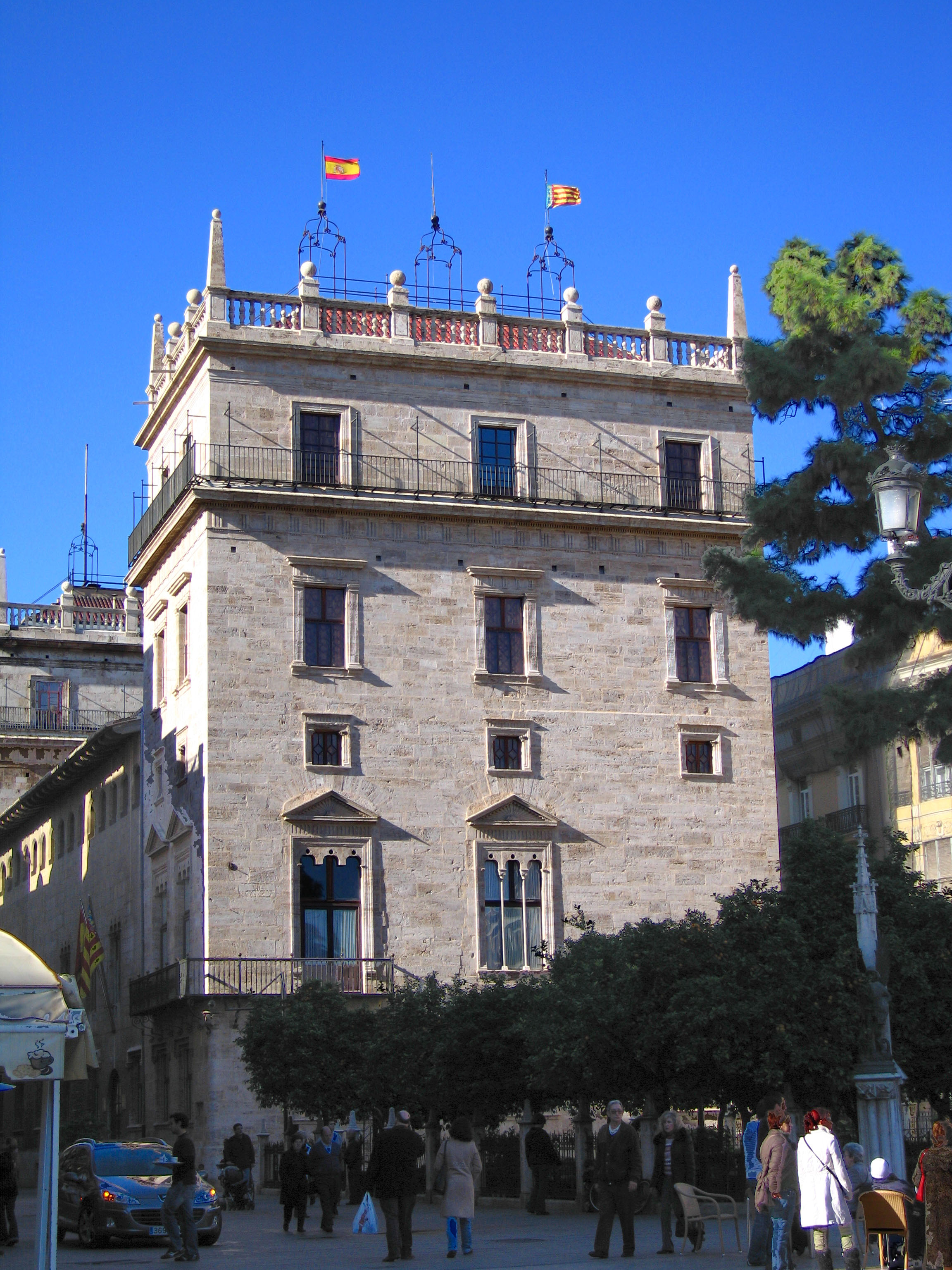
Palacio de la Generalidad Valenciana.

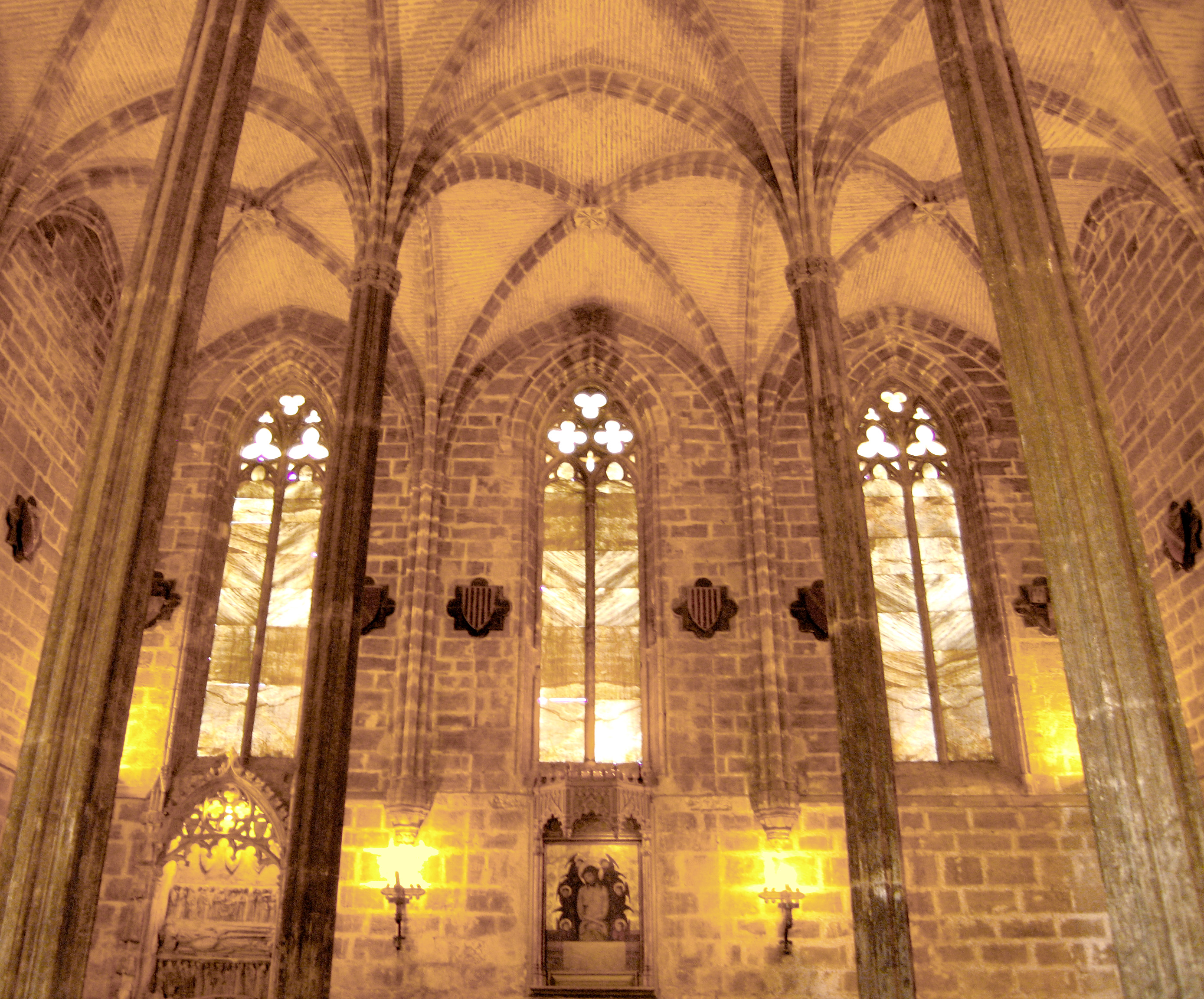
Convento de Santo Domingo, en Valencia.

El gótico valenciano es un estilo artístico del gótico mediterráneo, con características propias que se dio en el Reino de Valencia entre el segundo cuarto del siglo XIII y el XV; es decir, al final de la Europa gótica, de la que obtiene su nombre, y al principio de la renacentista. Supone el desarrollo propio y particular en tierras valencianas del arte gótico, que dejó su influencia tanto en la arquitectura de sus monumentos religiosos y edificios civiles, como en la pintura y la escultura valenciana.
El gótico valenciano nació en el segundo cuarto del siglo XIII con gran fuerza, sobre el territorio reconquistado. Se desarrolló durante el siglo XIV y llegó a su madurez y máxima expresión en el siglo XV, durante el gótico tardío. El gótico valenciano tuvo una particular evolución que fue duradera en el tiempo, diversa y variada.

## Características
Se pueden establecer las siguientes características que son comunes dentro del gótico valenciano:
- Desarrollo de la arquitectura por técnicas ya utilizadas en la arquitectura romana y los países de la ribera del Mediterráneo. Sobre estas líneas, el Reino de Valencia recibió la influencia que llegaba de Francia.
- Predominancia clara de la arquitectura de las culturas del Mediterráneo frente a la influencia del gótico francés.
- Las proporciones arquitectónicas no cambian con la llegada del renacimiento.
- Divergencia con el estilo del gótico clásico.
- Influencia clara del gótico flamígero tardío, que le confiere singularidad.
- Revestimiento durante los siglos XVII al XIX del gótico valenciano por estilos más nuevos como el barroco o neoclásico, de manera que a día de hoy buena parte del gótico valenciano, aún permanece oculto.
- Poca repercusión del arte mudéjar, aunque a pesar de ello, hay interesantes ejemplos de arquitectura mudéjar en la Comunidad Valenciana, que dado lo ocasional de su utilización, son de gran singularidad.

## Arquitectura
El Gótico valenciano se caracteriza en la arquitectura por sus salones e iglesias de gran amplitud horizontal con énfasis en la parte estructural apoyada en contrafuertes y decoraciones mínimas y austeras.
Casi todos los edificios importantes se hallan en poblaciones de cierta importancia, donde se levantaron en los siglos XIII y XIV, ya que en el campo abundaban los moriscos, predominando los cristianos en las ciudades.
Los arquitectos más destacados dentro del gótico valenciano son: Pere Compte, Francesc Baldomar, Pere Balaguer, Andreu Julià, etc. 

### Arquitectura religiosa
El gótico valenciano fue habitual y común en todo el Reino de Valencia, siendo muy numerosos los ejemplos de la arquitectura gótica religiosa valenciana. Estos son algunos de los más destacados: 
Provincia de Alicante
- En Alicante, la Basílica de Santa María, Concatedral de San Nicolás de Bari.
- En Castalla, la Ermita de la Sangre.
- En Jávea, la Iglesia de San Bartolomé.
- En Orihuela, la Catedral de Orihuela.
- En Teulada, la Iglesia de Santa Catalina.
- En Villena, la Iglesia Arciprestal de Santiago y la Iglesia de Santa María.

Provincia de Castellón
- En Alcora, la Iglesia de Nuestra Señora de la Asunción.
- En Burriana, la Basílica de El Salvador.
- En Castellfort, la Ermita de San Pedro.
- En Castellón, la antigua Concatedral de Santa María y El Fadrí.
- En Jérica, la Ermita de San Roque.
- En Morella, la Iglesia de Santa María.
- En San Mateo, la Iglesia arciprestal de San Mateo
- En Segorbe, la Catedral Basílica de Segorbe.
- En Vallibona, la Iglesia de la Asunción de la Virgen.

Provincia de Valencia
- En Ademuz, la Ermita de Nuestra Señora de la Huerta.
- En Alfahuir, el Monasterio de San Jerónimo de Cotalba.
- En Carcagente, la Ermita de San Roque de Ternils.
- En Castielfabib, la Iglesia fortaleza de Nuestra Señora de los Ángeles y la Ermita de Nuestra Señora de Gracia.
- En Gandía, la Colegiata de Santa María y el Convento de Santa Clara.
- En Luchente, el Monasterio del Corpus Christi.
- En Serra, la Cartuja de Porta Coeli.
- En Simat de Valldigna, el Monasterio de Santa María de la Valldigna.
- En Valencia, la Catedral de Valencia, la torre de El Miguelete, la Iglesia de San Juan del Hospital, la Iglesia de San Martín, el Antiguo Convento del Carmen, el Convento de Santo Domingo, la Iglesia de Santa Catalina, el Monasterio de la Trinidad, la Iglesia de San Nicolás de Bari, la Iglesia de San Agustín, etc.
- En Játiva, la Iglesia de San Francisco, la Iglesia de San Pedro Apóstol, el Convento de la Trinidad, el Convento de Santo Domingo, el Monasterio de la Asunción, la Ermita de Santa Ana, etc.

### Arquitectura civil
Durante el siglo XV el gótico valenciano se empleó profusamente con maestría en la arquitectura civil, cuyo ejemplo más universal, aunque desde luego no el único, es la Lonja de Valencia (1482-1498), declarada Patrimonio de la Humanidad por la Unesco. Su autor fue el arquitecto Pere Compte.
Las obras destacadas dentro de la arquitectura gótica civil valenciana son numerosas.
Provincia de Alicante
- En Cocentaina, el Palacio de los Condes de Cocentaina y el Castillo de Cocentaina.
- En Alcoy, el palacio del Museo arqueológico Camil Visedo.

Provincia de Castellón
- En Cinctorres, el Palacio de los San Juan.
- En Villafamés, el palacio del Museo de Villafamés.
- En San Mateo, Casa consistorial de San Mateo.

Provincia de Valencia
- En Gandía, el Palacio Ducal de Gandía y el Hospital de San Marcos.
- En Valencia, la Lonja de Valencia, el Palacio de la Generalidad Valenciana, Palacio de Benicarló, las Torres de Serranos, Torres de Cuart, el Almudín de Valencia, Portal de la Valldigna, las Atarazanas del Grao, la Casa del Almirante, Palacio de Joan de Valeriola, Palacio de los Escrivà, etc.
- En Játiva, el Almudín de Játiva y el Hospital Mayor de Pobres.
- En Bétera, el Castillo Palacio de los Boíl

### Arquitectos destacados
- Pere Compte
- Francesc Baldomar
- Pere Balaguer
- Andreu Julià

### Arquitectura gótico-mudéjar valenciana

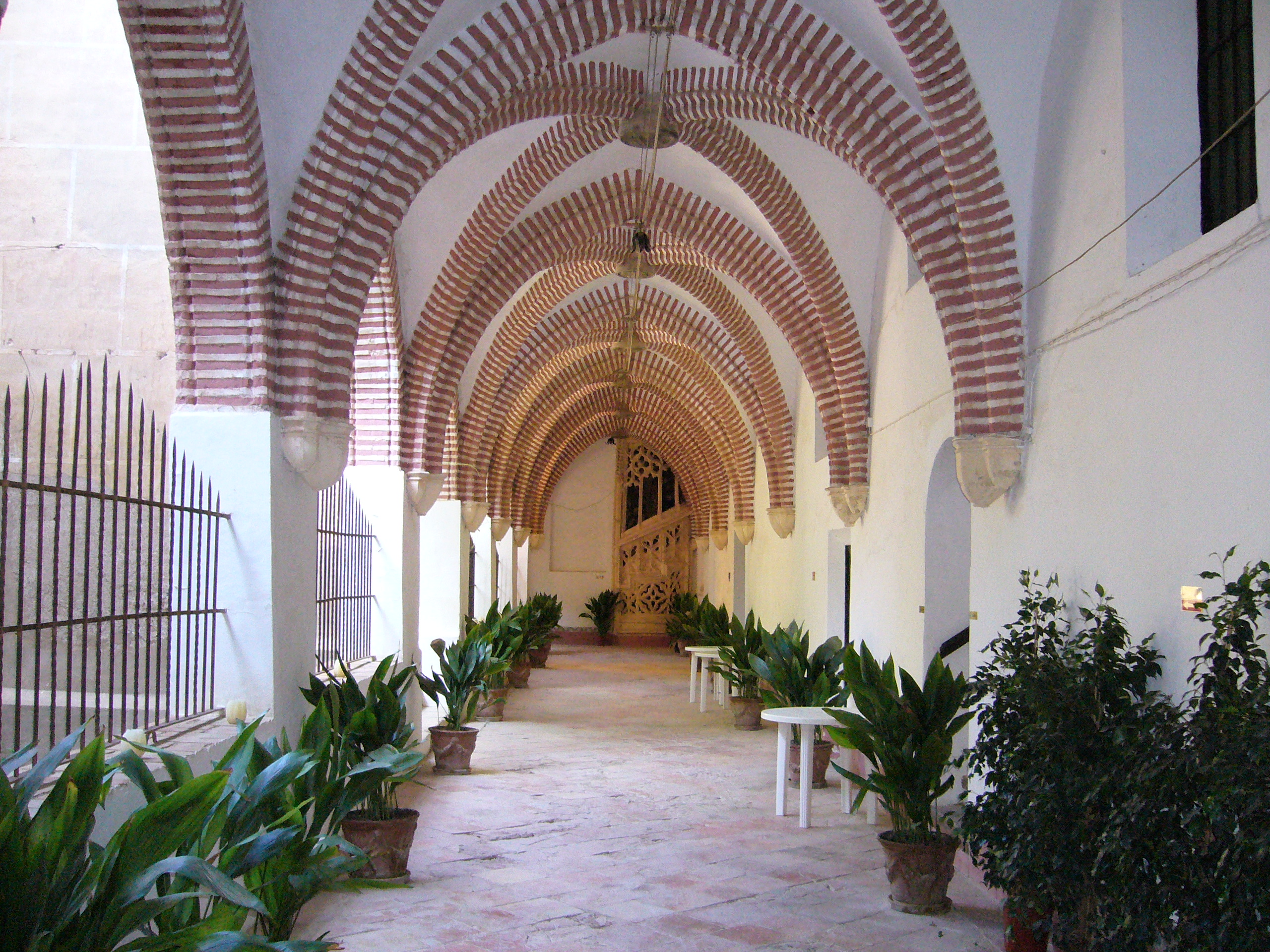
Claustro del Monasterio de San Jerónimo de Cotalba, en Alfahuir (Valencia).

El gótico valenciano se caracterizó por la poca influencia que tuvo de la arquitectura mudéjar. A pesar de ello, hay ejemplos muy interesantes de arquitectura mudéjar en la Comunidad Valenciana, que dado lo ocasional de su utilización, son de una gran singularidad. 
Provincia de Castellón
- En Jérica, la Torre mudéjar de la Alcudia.
- En Onda, la Iglesia de la Sangre.
- En Segorbe, artesonado del Salón de Sesiones del antiguo Palacio Ducal (actualmente sede del Ayuntamiento de Segorbe).

Provincia de Valencia
- En Alfahuir, el claustro del Monasterio de San Jerónimo de Cotalba.
- En Godella, la capilla del Cristo de la Paz en la Iglesia de San Bartolomé Apóstol.
- En Liria, la iglesia de la Sangre
- En Sagunto, la iglesia vieja de Sagunto.
- En Torres Torres, los baños árabes.
- En Valencia, los Baños del Almirante.

## Artes figurativas

### Pintura gótica valenciana
Valencia se convertirá en la sede de la escuela pictórica más importante de la pintura gótica internacional en la península ibérica. En el Museo de Bellas Artes de Valencia se encuentra la mayoría de la pintura gótica valenciana, además de poseer la mayor colección de pintura gótica de España.
La escuela pictórica del gótico valenciano tendrá su foco principal en Valencia y estará compuesta por maestros como Lluís Dalmau, Lorenzo Zaragoza (Retablo de Jérica), Pere Nicolau (retablo de Sarrión), el alemán Marzal de Sax (gran retablo de San Jorge), Gonçal Peris, Miguel Alcañiz, Antoni Peris, Jaume Mateu o Juan Rexach.
En Valencia trabajaron también el brujense Louis Alincbrot, conocedor de la obra de Jan van Eyck, establecido en la capital del Turia de 1439 a 1460, Jacomart, a partir de 1451, autor del retablo de Catí, y Juan Rexach, a quien se atribuye el retablo de San Martín, en la catedral de Segorbe. Asimismo, hay que destacar la figura de Rodrigo de Osona, con el retablo del Calvario de la iglesia de San Nicolás, de 1476, con una fuerte influencia de Rogier Van der Weyden; siendo figura clave en la transición hacia la pintura renacentista, junto con Vicente Macip.

### Escultura gótica valenciana

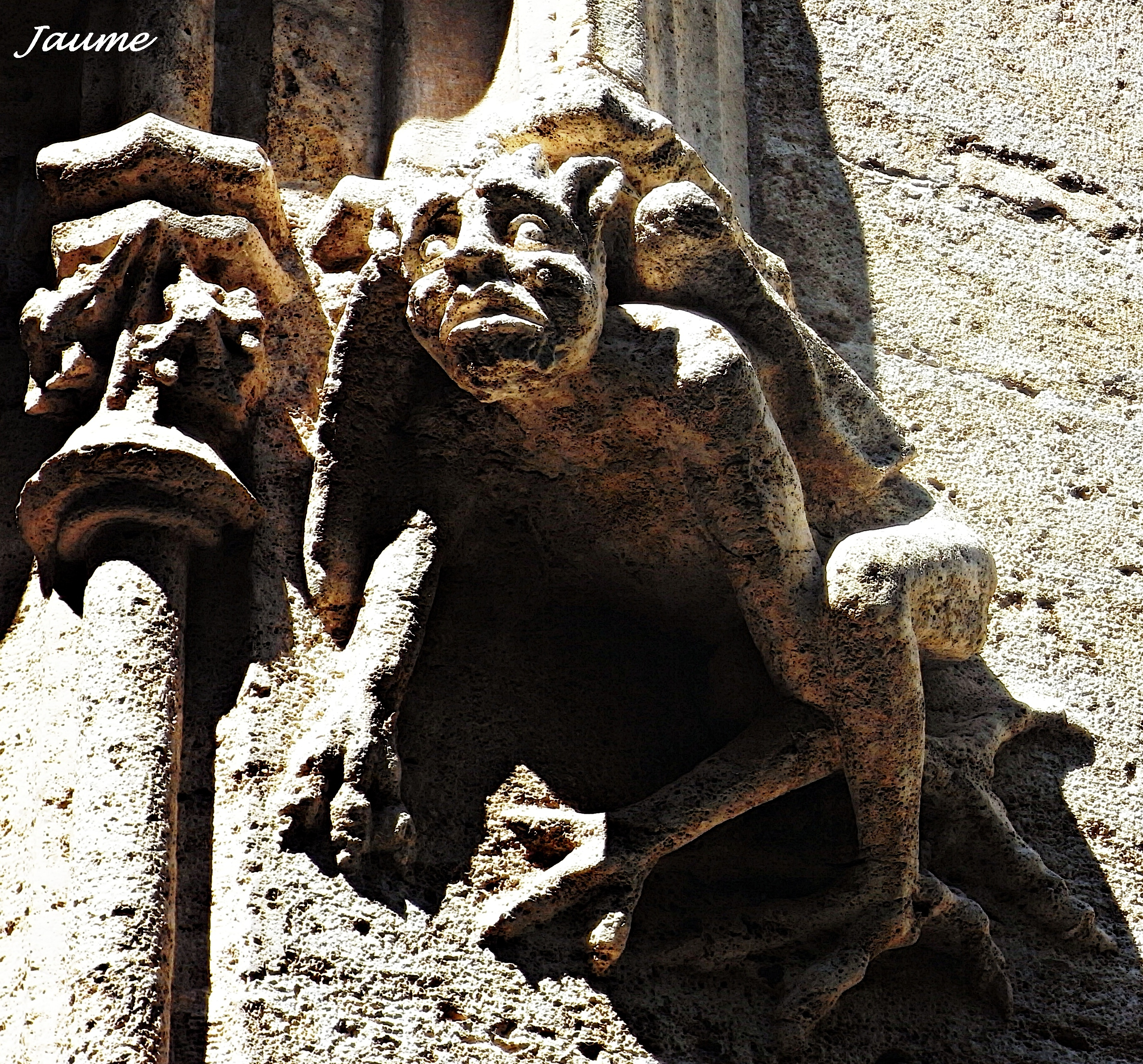
Gárgola de la Lonja de la Seda de Valencia, ejemplo de escultura gótica valenciana.

La producción escultórica del gótico valenciano, poco conocida aún por el público en general, está siendo estudiada y redescubierta en la actualidad por diversos especialistas que ponen énfasis en su puesta en valor. En este campo cabe destacar la obra escultórica del renombrado Pere Compte en edificios como la Lonja de la Seda y el claustro superior del monasterio de San Jerónimo de Cotalba, entre otros edificios. Otro ejemplo destacado es el sepulcro de los Vallterra-Fernández de Heredia en la catedral de Segorbe, que data del último decenio del siglo XIV.